# أسفلت 8: القيادة الهوائية
أسفلت 8: القيادة الهوائية هي لعبة فيديو لسباقات السيارات أنتجت عام 2013 من تطوير ونشر جيم لوفت وهي تعتبر جزء من سلسلة أسفلت اطلقت اللعبة في 22 أغسطس 2013 وهي تعمل على منصات عدة منها آي أو إس، أندرويد و،ويندوز 8,ويندوز فون 8  وويندوز 10 وبتاريخ 15 يناير اطلقت نسخة إسفلت 8: القيادة الهوائية لنظام البلاك بيري 10.

## طريقة اللعب
هي مشابهة لطريقة لعب سابقتها أسفلت 7: هيت مع وجود 4 خيارات مختلفة للتحكم:
في كل سباق يوجد نظام التقييم بالنجوم حيث يحصل المتسابق على 3 نجوم في حال اتم السباق بالمركز الأول ونجمتين في المركز الثاني ونجمة واحدة للمركز الثالث. ونجمتين اخرتين بحصل عليهما اللاعب عن طريق تنفيذ مهمات معينة خلال السباق مثلا اطاحة عدد معين من السيارات أو انهاء السباق بدون تدمير أو حتى القيام ببعض الحركات الخاصة داخل المسار. وفي حال لم يحقق المتسابق خمس نجوم في سباق معين يستطيع إعادة لعبه مرة أخرى في أي وقت
في سباقات متعدد الاعبين يمكن للاعب التسابق مع منافسين محلين من خلال واي-فاي، ومنافسين من بلدان أخرى من خلال شبكة الانترنت. وهناك أيضا «السلسلة العالمية» وهي منافسة عبر الإنترنت وهذه الخاصية غير متاحة على قائمة هواتف آيفون الذكية وآي فون 4. اللعب في سباقات متعدد اللاعبين هي الطريقة الوحيدة لزيادة المستوى في اللعبة حيث كلما صعدت مستوى اعلى زادت قيمة جوائزك بشكل أكبر.

إسفلت 8 هي اللعبة الوحيدة في السلسلة التي تستخدم مركز الألعاب وجيم لوفت لايف (المملوك لشركة جيم لوفت) لترتيب الإنجازات التي تتم عند اللعب. تضمن تحديث أبريل 2014 الدعم الكامل لساعات أبل وهي متوافقة فقط مع أجهزة آلاي فون 5 أو أحدث التي تعمل بنظام أي أو اس 8.2.

## السيارات
هنا أكثر من 140 سيارة مرخصة متوفرة في اللعبة (وهي في ازدياد دائم مع كل تحديث) مصنفه إلى خمس مجموعات حسب اداء كل سيارة فيها وهي S,A,B,C,D حيث سيارات الفئة D هي الأقل اداء وسيارات الفئة S هي الاعلى ادائا في اللعبة.

على غير العادة في النسخ السابقة من السلسلة كل السيارات في اللعبة متوفرة للشراء الفوري بغض النظر عن عدد النجوم التي تمتلكها.
جاء تحديث الشهر السادس من عام 2014 بسيارات جديدة أخرى نذكر منها 2015 فورد موستانج، مرسيدس أس أل أس أيه أم جي جي تي كوبيه فاينال ايديشن. والتين لا يمكن الحصول عليها الا من خلال شرائهما من المال الحقيقي وليس من رصيد اللعبة أو من خلال ربحهما من الفعاليات الخاصة، وهاتين السياراتين متوفرتين أيضا للشراء في قسم حزم السيارات في اللعبة.

التحديث 1.1.0 في شهر نوفمبر لعام 2013 تم إضافة اربع سيارات جديدة منها رينو سيلو ار اس 200 يي دي سي. وفيراري إف 430.
اما تحديث سور الصين العظيم في شهر فبراير عام 2014 جاء ومعه اربع سيارات جديدة منها اس ار تي 2013 دودج شالنجر اس ار تي 8, ومكلارين بي 1. اما تحديث مايو من نفس العام فجاء بسيارة واحدة هي اس اس سي تواتارا. وتحديث الشهر الذي تلاه فجاء بثمان سيارات جديدة منها فورد 2006 جي تي، مرسيدس بنز سي ال كى جي تي ار أي ام جي. والرائعة هينيسي فينوم جي تي.
اما تحديث دبي في شهر أغسطس 2014 فاضاف 5 سيارات جديدة منها سافاج ريفال رودياشت جي تي اس ونيسان جي تي - ار نيسمو. وتحديث ميناء سان ديغو سيبتمبر 2014 جاء أيضا بـ 5 سيارات منها مازدا فوراي وكوينيجسيج ون، اما في شتاء عام 2014 فجاء تحيث آخر حمل معه السيارات التالية: فيراري 308 جي تي اس، ترامونتانا اكس تي ار، وارينيرا هوساريا.
اما تحديثات عام 2015 فكانت حتى الآن ستة وجاء فيها أكثر من ثلاثين سيارة جديدة نذكر منها: فيراري إينزو فيراري، بي إم دبليو أم 3 سيدان، لامبورجيني أفينتادور ال بي 700-4, اتش تي تي بليثور ال سي 750, أي سي 378 جي تي زد، شيفروليت اس اس وسيارت ماكلارين 675 ال تي

## المواقع
تقدمت لعبة إسفلت 8: القيادة الهوائية في البدء 9 مواقع للسباقات منها ما هو جديد على السلسلة ومنها ما قد تم استخدامه في إصدارات اقدم والمواقع هي نيفادا، آيسلندا، طوكيو، غويانا الفرنسية، لندن، برشلونة، الألب، فينيسيا، وموناكو.

## وصلات خارجية
- أسفلت 8: القيادة الهوائية على موقع Google Play (الإنجليزية)
- الموقع الرسمي
- الموقع الرسمي
- للتحميل لنظام iOS
- التحميل لنظام Android
- للتحميل لنظام Windows
- للتحميل لنظام windows phone

]